# Catu (ort)
Catu är en ort i Brasilien.   Den ligger i kommunen Catu och delstaten Bahia, i den östra delen av landet, 1 100 km öster om huvudstaden Brasília. Catu ligger 79 meter över havet och antalet invånare är 39 932.
Terrängen runt Catu är huvudsakligen platt. Catu ligger nere i en dal. Det finns inga andra samhällen i närheten.
Omgivningarna runt Catu är en mosaik av jordbruksmark och naturlig växtlighet. Runt Catu är det ganska tätbefolkat, med 155 invånare per kvadratkilometer.